# Flughafen Sylhet

i8
i11
i13
Der Flughafen Sylhet (englisch Osmani International Airport, bengalisch ওসমানী আন্তর্জাতিক বিমানবন্দর, IATA-Code: ZYL, ICAO-Code: VGSY) ist der internationale Flughafen von Sylhet in Bangladesch.

## Lage und Anfahrt
Der Flughafen liegt etwa neun Kilometer nördlich von Sylhet an der Straße N2.

## Fluggesellschaften und Ziele
Der Flughafen wird von mehreren Fluggesellschaften angeflogen:
- Biman Bangladesh Airlines nach Dhaka, Jeddah, Muscat
- Novoair nach Dhaka
- US-Bangla Airlines nach Dhaka

## Zwischenfälle
- In den Jahren 1997 und 2004 verunglückte jeweils eine Fokker F28 der Biman Bangladesh Airlines bei der Landung. Menschen kamen dabei nicht ums Leben.[2][3]